# Рагби 15 репрезентација Нијуеа
Рагби репрезентација Нијуеа је рагби јунион тим који представља Нијуе у овом екипном спорту. Рагби је најпопуларнији спорт у овој малој острврској држави. У Нијуеу има 7 рагби клубова и 290 регистрованих рагбиста. Рагби савез Нијуеа је основан 1952. Први тест меч рагбисти Ниујеа су одиграли против Фиџија 1983, и уједно доживели највећи пораз (124-4). Најубедљивију победу Нијуеа је остварио над рагби репрезентацијом Тахитија 2003, било је 78-8.